# Catê
Marco Antônio Lemos Tozzi, mais conhecido como Catê (Cruz Alta, 7 de novembro de 1973 — Ipê, 27 de dezembro de 2011) foi um futebolista brasileiro que atuou como atacante.
Catê surgiu como uma das grandes promessas do futebol brasileiro no início dos anos 1990. Seu apelido advinha dos gritos de "Que categoria!" que seus amigos exclamavam quando ele dava um drible, quando criança.
Foi Campeão Mundial em 1992 pelo São Paulo.

## Carreira

### Clubes
Revelado nas categorias de base do Guarany, de Cruz Alta, foi para os juniores do Grêmio e foi comprado pelo São Paulo em 1991, por trinta mil dólares. Suas duas primeiras partidas pelo time foram quando o técnico Telê Santana escalou uma equipe mista no primeiro semestre de 1992: na estreia da Libertadores, contra o Criciúma, e, três meses depois, contra o Flamengo, em partida válida pelo Campeonato Brasileiro, disputada entre os dois jogos das finais do torneio continental (daí a escalação de uma equipe mista).
Catê nunca conseguiu se firmar entre os titulares do São Paulo, era considerado um "reserva de luxo" e foi emprestado para o Cruzeiro no início de 1994, conquistando o Campeonato Mineiro daquele ano.
De volta ao Tricolor para o segundo semestre, teve um dos melhores momentos de sua carreira nas finais da Copa Conmebol de 1994, disputada pela equipe reserva do São Paulo, conhecida como "Expressinho". No jogo de ida, no Morumbi, a equipe goleou o Peñarol, do Uruguai, por 6 a 1, com três gols de Catê.
Ao todo, disputou 136 jogos pelo São Paulo, contabilizando 56 vitórias, 40 empates, 40 derrotas, além de ter marcado 23 gols.
Em 1996, foi para a Universidad Católica, do Chile, onde ficou até o ano seguinte, tendo conquistado o título do Torneio "Apertura" de 1997 pelo clube.
Após um breve retorno ao São Paulo, passou por clubes de diversos países: Sampdoria, da Itália, Flamengo em 2000, New England Revolution, dos Estados Unidos, 15 de Novembro, Glória de Vacaria, Maracaibo, da Venezuela, Palestino, do Chile, Remo, Esportivo de Bento Gonçalves e Brusque.

### Seleção Brasileira
O atacante passou pelas seleções de base do Brasil e foi campeão pelas categorias Sub-17 e Sub-20.

### Treinador
Após abandonar os gramados, tornou-se treinador do Itinga, que disputaria a primeira divisão maranhense pela primeira vez em 2008.

## Morte
Na manhã de 27 de dezembro de 2011, Catê bateu seu carro de frente com um caminhão, no quilômetro 131 da Rodovia Sinval Guazzelli, na altura de Ipê. Ele não resistiu aos ferimentos e veio a falecer ainda no local do acidente.

## Títulos
São Paulo
- Campeonato Paulista: 1992[21]
- Taça Libertadores da América: 1992 e 1993
- Copa Intercontinental: 1992
- Supercopa Libertadores: 1993
- Copa Conmebol: 1994
- Copa dos Campeões Mundiais: 1995
- Copa São Paulo de Futebol Júnior: 1993

Seleção Brasileira
- Campeonato Sul-Americano Sub-20: 1992
- Mundial Sub-20: 1993

Cruzeiro
- Campeonato Mineiro: 1994

Universidad Católica
- Campeonato Chileno: 1997 ("Apertura")

Flamengo
- Campeonato Carioca: 2000